# Нортон, Эдвард
Э́двард Ха́ррисон Но́ртон (англ. Edward Harrison Norton; род. 18 августа 1969) — американский актёр театра, кино, телевидения и озвучивания, кинорежиссёр, сценарист, кинопродюсер, монтажёр и активист. Лауреат премии «Золотой глобус» и четырёхкратный номинант на премию «Оскар» (1997, 1999, 2015, 2025).

## Ранние годы
Эдвард Харрисон Нортон родился в прогрессивной епископальной семье в Бостоне, штат Массачусетс, 18 августа 1969 года. Он вырос в Колумбии, штат Мэриленд. Его отец, Эдвард Моуэр Нортон-младший, служил во Вьетнаме лейтенантом морской пехоты, прежде чем стать юристом-экологом и защитником природы, работающим в Азии, и федеральным прокурором в администрации Картера. Его мать, Лидия Робинсон Роуз, была учительницей английского языка. Она умерла от опухоли головного мозга в 1997 году. Дед Нортона по материнской линии, Джеймс Роуз, был основателем девелоперской компании The Rouse Company и соучредителем корпорации недвижимости Enterprise Community Partners. У него есть младший брат Джеймс и младшая сестра Молли. Является одним из потомков Покахонтас.
В возрасте пяти лет Нортон вместе с родителями посмотрел мюзикл «Золушка» в Колумбийском центре театральных искусств (CCTA), который пробудил в нём интерес к театру. В подростковом возрасте ему нравилось смотреть фильмы со своим отцом, но позже он понял, что его больше увлекал кинематограф, чем актёрская игра. Нортон вспоминал, что именно театр, а не фильмы вдохновили его на актёрскую деятельность. Он дебютировал на профессиональном поприще в возрасте восьми лет в мюзикле «Энни, достань свой пистолет» в театре Toby’s Dinner в родном городе. В CCTA он играл в нескольких театральных постановках режиссёра Тоби Оренштейна.
В 1984 году Нортон выиграл кубок по актёрскому мастерству в Паскуани, ежегодном летнем лагере для мальчиков в Хевроне, штат Нью-Гэмпшир, куда он позже вернулся в качестве театрального режиссёра. Впоследствии он погрузился в фильмы, назвав Дастина Хоффмана и Роберта Де Ниро своими вдохновителями. Он окончил среднюю школу Уайлд-Лейк в 1987 году. Затем учился в Йельском колледже, где получил степень бакалавра истории. Находясь там, он также изучал японский язык, снимался в университетских постановках и был конкурентоспособным гребцом. После окончания Йельского университета в 1991 году, хорошо владея японским языком, Нортон работал некоммерческим представителем компании своего деда Enterprise Community Partners в Осаке, Япония. Он также обучался айкидо и крав-мага как в США, так и в Японии.

## Карьера
Дебютом в кино для Нортона стал фильм «Первобытный страх» (1996), где он сыграл молодого заключённого социопата. За эту роль он получил премию «Золотой глобус» и был номинирован на премию «Оскар» как лучший актёр второго плана. Впоследствии его не раз номинировали, в том числе и на лучшую мужскую роль за роль в фильме о неонацистах «Американская история Икс». Всемирную славу снискал за участие в экранизации романа Чака Паланика «Бойцовский клуб».
В том же году отказался от роли рядового Райана в фильме «Спасти рядового Райана». Продюсеры «Американского психопата» хотели, чтобы он также сыграл роль Патрика Бэйтмана. В 2003 году британская версия журнала «GQ» назвала Нортона Мужчиной года в международной номинации.
Последнее время он играл самого себя в экспериментальном комедийном телесериале «Стелла». Также снискал одобрение критиков за роль страдающего проказой короля в фильме «Царство небесное». В 2000 году он дебютировал как режиссёр, сняв комедию «Сохраняя веру». Своей игрой в фильме «Иллюзионист» 2006 года он вновь заслужил положительные отзывы критиков. В 2008 году Эдвард сыграл Брюса Бэннера в фильме «Невероятный Халк», однако из-за творческих разногласий с Marvel Studios Нортон отказался от роли Брюса Бэннера в «Мстителях», и его заменили на Марка Руффало.
В 2014 году исполнил роль бродвейского актёра в чёрной комедии «Бёрдмэн». Работа Нортона удостоилась крайне высоких оценок мировой кинопрессы и множества наград.
В содружестве со своим близким другом и писателем Стюартом Блумбергом, а также продюсером Биллом Миглиором Нортон основал компанию «Class 5 Films».
В 2010 году Генеральный секретарь ООН Пан Ги Мун назначил Эдварда Нортона послом организации по вопросам биоразнообразия. Нортон в свое время основал программу Solar Neighbor, которая обеспечивает солнечными электростанциями дома малообеспеченных семей. Также Нортон является членом Friends of the High Line (фонд работает над сохранением в Нью-Йорке зеленых насаждений), Grand Canyon Trust, The Wilderness Society (охраняет природные территории в США) и Earthjustice (оказывает юридическую поддержку в решении экологических проблем).

## Личная жизнь
Нортон решил не обсуждать свою личную жизнь публично. Он заявил, что чрезмерное освещение в средствах массовой информации его личной жизни может отвлечь его от работы. После выхода фильма «Народ против Ларри Флинта» (1996), таблоиды распространяли слухи о том, что Нортон и его коллега по экрану Кортни Лав находились в отношениях. Нортон настаивал на том, что у него не было романтических отношений с ней. Он говорил, что они были всего лишь друзьями и коллегами. Однако, Лав подтвердила, что у них были краткие отношения.
В 1999 году он начал встречаться с Сальмой Хайек, с которой позже снялся в биографическом фильме 2002 года «Фрида». Нортон отсутствовал на премьере «Ограбления по-итальянски», в которой сыграл главную роль, чтобы присутствовать на премьере «Чуда Мальдонадо», режиссёрского дебюта Хайек. Они расстались в 2003 году, но поддерживают дружеские отношения.
В 2011 году Нортон сделал предложение Шоне Робертсон после шести лет знакомства. Они поженились в 2012 году. В 2013 году у них родился сын Атлас.
В 2009 году Нортон и Робертсон основали благотворительную платформу CrowdRise.
Вопреки распространённому мнению, Эдвард Нортон не говорит бегло по-японски. Поклонник творчества хардкор-панк-группы Black Flag.
Нортон был критиком Джорджа Буша-младшего, сторонником губернатора Нью-Йорка от Демократической партии Элиота Спитцера и выступил продюсером документального фильма о Бараке Обаме (By the People: The Election of Barack Obama).

## Фильмография

### Актёрские работы
| Год  |    | Русское название                  | Оригинальное название             | Роль                                                                        |
| ---- | -- | --------------------------------- | --------------------------------- | --------------------------------------------------------------------------- |
| 1996 | ф  | Первобытный страх                 | Primal Fear                       | Аарон Стэмплер                                                              |
| 1996 | ф  | Народ против Ларри Флинта         | The People vs. Larry Flynt        | Алан Айзекман                                                               |
| 1996 | ф  | Все говорят, что я люблю тебя     | Everyone Says I Love You          | Холден Спенс                                                                |
| 1998 | ф  | Шулера                            | Rounders                          | Лестер «Червь» Мёрфи                                                        |
| 1998 | ф  | Американская история Икс          | American History X                | Дерек Виньярд                                                               |
| 1999 | ф  | Бойцовский клуб                   | Fight Club                        | рассказчик                                                                  |
| 2000 | ф  | Сохраняя веру                     | Keeping the Faith                 | отец Брайан Финн                                                            |
| 2000 | мф | Симпсоны: The Great Money Caper   | The Great Money Caper             | Девон Брэдли                                                                |
| 2001 | ф  | Медвежатник                       | The Score                         | Джек Теллер                                                                 |
| 2002 | ф  | Убить Смучи                       | Death to Smoochy                  | Шелдон Мопс / носорог Смучи                                                 |
| 2002 | ф  | Фрида                             | Frida                             | Нельсон Рокфеллер                                                           |
| 2002 | ф  | Красный дракон                    | Red Dragon                        | Уилл Грэм                                                                   |
| 2002 | ф  | 25-й час                          | 25th Hour                         | Монти Броган                                                                |
| 2003 | ф  | Ограбление по-итальянски          | The Italian Job                   | Стив Фредзелли                                                              |
| 2005 | ф  | Царство небесное                  | Kingdom of Heaven                 | король Балдуин IV                                                           |
| 2005 | ф  | Это случилось в долине            | Down in the Valley                | Харлан                                                                      |
| 2006 | ф  | Иллюзионист                       | The Illusionist                   | Айзенхайм                                                                   |
| 2006 | ф  | Разрисованная вуаль               | The Painted Veil                  | Уолтер Фейн                                                                 |
| 2008 | ф  | Невероятный Халк                  | The Incredible Hulk               | Брюс Бэннер / Халк                                                          |
| 2008 | ф  | Гордость и слава                  | Pride and Glory                   | Рай Терни                                                                   |
| 2009 | ф  | Изобретение лжи                   | The Invention of Lying            | полицейский                                                                 |
| 2009 | ф  | Травка                            | Leaves of Grass                   | Билл и Брэди Кинкейды                                                       |
| 2009 | с  | Американская семейка              | Modern Family                     | Иззи Лафонтейн                                                              |
| 2010 | ф  | Стоун                             | Stone                             | Стоун                                                                       |
| 2012 | ф  | Королевство полной луны           | Moonrise Kingdom                  | Уорд                                                                        |
| 2012 | ф  | Эволюция Борна                    | The Bourne Legacy                 | Эрик Байер                                                                  |
| 2012 | ф  | Диктатор                          | The Dictator                      | в роли самого себя (камео) здесь играет Саша Барон Коэн, а не Эдвард Нортон |
| 2014 | ф  | Отель «Гранд Будапешт»            | The Grand Budapest Hotel          | инспектор Хенкельс                                                          |
| 2014 | ф  | Бёрдмэн                           | Birdman                           | Майк Шайнер                                                                 |
| 2016 | ф  | Призрачная красота                | Collateral Beauty                 | Уит Ярдсхэм                                                                 |
| 2018 | мф | Остров собак                      | Isle of Dogs                      | Рекс (озвучивание)                                                          |
| 2019 | ф  | Алита: Боевой ангел               | Alita: Battle Angel               | профессор Дести Нова                                                        |
| 2019 | ф  | Сиротский Бруклин                 | Motherless Brooklyn               | Лайонел Эссрог                                                              |
| 2021 | ф  | Французский вестник               | The French Dispatch               | шофёр                                                                       |
| 2022 | ф  | Достать ножи: Стеклянная луковица | Glass Onion: A Knives Out Mystery | Майлз Брон                                                                  |
| 2023 | с  | Экстраполяции                     | Extrapolations                    | Джонатан Шопен                                                              |
| 2023 | ф  | Город астероидов                  | Asteroid City                     | Конрад Эрп                                                                  |
| 2024 | ф  | Боб Дилан: Никому не известный    | A Complete Unknown                | Пит Сигер                                                                   |

### Озвучивание
- 2023 — подкаст The Oswald Project.[26]

### Режиссёрские работы
| Год  |   | Русское название  | Оригинальное название | Роль     |
| ---- | - | ----------------- | --------------------- | -------- |
| 2000 | ф | Сохраняя веру     | Keeping the Faith     | режиссёр |
| 2019 | ф | Сиротский Бруклин | Motherless Brooklyn   | режиссёр |

### Сценарные работы
| Год  |   | Русское название  | Оригинальное название | Роль             |
| ---- | - | ----------------- | --------------------- | ---------------- |
| 2016 | с | Льюис и Кларк     | Lewis and Clark       | сценарист        |
| 2019 | ф | Сиротский Бруклин | Motherless Brooklyn   | соавтор сценария |

### Продюсерские работы
| Год  |   | Русское название    | Оригинальное название | Роль                           |
| ---- | - | ------------------- | --------------------- | ------------------------------ |
| 2000 | ф | Сохраняя веру       | Keeping the Faith     | сопродюсер                     |
| 2002 | ф | 25-й час            | 25th Hour             | сопродюсер, в титрах не указан |
| 2006 | ф | Разрисованная вуаль | The Painted Veil      | сопродюсер                     |
| 2009 | ф | Травка              | Leaves of Grass       | сопродюсер                     |
| 2012 | ф | Спасибо за обмен    | Thanks for Sharing    | исполнительный продюсер        |
| 2016 | с | Льюис и Кларк       | Lewis and Clark       | продюсер (6 эпизодов, 2016)    |
| 2019 | ф | Сиротский Бруклин   | Motherless Brooklyn   | сопродюсер                     |

### Монтажёрские работы
| Год  |   | Русское название       | Оригинальное название | Роль     |
| ---- | - | ---------------------- | --------------------- | -------- |
| 2005 | ф | Это случилось в долине | Down in the Valley    | монтажёр |

## Награды и номинации
| Премия                              | Год  | Фильм                            | Категория                                 | Результат |
| ----------------------------------- | ---- | -------------------------------- | ----------------------------------------- | --------- |
| «Оскар»                             | 1997 | «Первобытный страх»              | Лучшая мужская роль второго плана         | Номинация |
| «Оскар»                             | 1999 | «Американская история Икс»       | Лучшая мужская роль                       | Номинация |
| «Оскар»                             | 2015 | «Бёрдмэн»                        | Лучшая мужская роль второго плана         | Номинация |
| «Оскар»                             | 2025 | «Боб Дилан: Никому не известный» | Лучшая мужская роль второго плана         | Номинация |
| «Золотой глобус»                    | 1997 | «Первобытный страх»              | Лучшая мужская роль второго плана         | Победа    |
| «Золотой глобус»                    | 2015 | «Бёрдмэн»                        | Лучшая мужская роль второго плана         | Номинация |
| «Золотой глобус»                    | 2025 | «Боб Дилан: Никому не известный» | Лучшая мужская роль второго плана         | Номинация |
| BAFTA                               | 1997 | «Первобытный страх»              | Лучшая мужская роль второго плана         | Номинация |
| BAFTA                               | 2015 | «Бёрдмэн»                        | Лучшая мужская роль второго плана         | Номинация |
| BAFTA                               | 2025 | «Боб Дилан: Никому не известный» | Лучшая мужская роль второго плана         | Номинация |
| «Выбор критиков»                    | 1997 | «Первобытный страх»              | Лучшая мужская роль второго плана         | Номинация |
| «Выбор критиков»                    | 1997 | «Все говорят, что я люблю тебя»  | Лучшая мужская роль второго плана         | Номинация |
| «Выбор критиков»                    | 1997 | «Народ против Ларри Флинта»      | Лучшая мужская роль второго плана         | Номинация |
| «Выбор критиков»                    | 2013 | «Королевство полной луны»        | Лучший актёрский состав                   | Номинация |
| «Выбор критиков»                    | 2015 | «Бёрдмэн»                        | Лучшая мужская роль второго плана         | Номинация |
| «Выбор критиков»                    | 2015 | «Бёрдмэн»                        | Лучший актёрский состав                   | Победа    |
| «Выбор критиков»                    | 2015 | «Отель „Гранд Будапешт“»         | Лучший актёрский состав                   | Номинация |
| «Выбор критиков»                    | 2025 | «Боб Дилан: Никому не известный» | Лучшая мужская роль второго плана         | Номинация |
| «Независимый дух»                   | 2007 | «Разрисованная вуаль»            | Лучшая мужская роль                       | Номинация |
| «Независимый дух»                   | 2015 | «Бёрдмэн»                        | Лучшая мужская роль второго плана         | Номинация |
| «Спутник»                           | 1999 | «Американская история Икс»       | Лучшая мужская роль — драма               | Победа    |
| «Спутник»                           | 2001 | «Сохраняя веру»                  | Лучшая мужская роль — комедия или мюзикл  | Номинация |
| «Спутник»                           | 2003 | «25-й час»                       | Лучшая мужская роль — драма               | Номинация |
| «Спутник»                           | 2005 | «Царство небесное»               | Лучшая мужская роль второго плана — драма | Номинация |
| «Спутник»                           | 2015 | «Бёрдмэн»                        | Лучшая мужская роль второго плана         | Номинация |
| «Спутник»                           | 2019 | «Сиротский Бруклин»              | Auteur Award                              | Победа    |
| «Спутник»                           | 2019 | «Сиротский Бруклин»              | Лучший адаптированный сценарий            | Номинация |
| «Спутник»                           | 2025 | «Боб Дилан: Никому не известный» | Лучшая мужская роль второго плана         | Номинация |
| «Сатурн»                            | 1997 | «Первобытный страх»              | Лучшая мужская роль второго плана         | Номинация |
| «Сатурн»                            | 1999 | «Американская история Икс»       | Лучшая мужская роль                       | Номинация |
| Национальный совет кинокритиков США | 1996 | «Первобытный страх»              | Лучшая мужская роль второго плана         | Победа    |
| Национальный совет кинокритиков США | 1996 | «Все говорят, что я люблю тебя»  | Лучшая мужская роль второго плана         | Победа    |
| Национальный совет кинокритиков США | 1996 | «Народ против Ларри Флинта»      | Лучшая мужская роль второго плана         | Победа    |
| Национальный совет кинокритиков США | 2014 | «Бёрдмэн»                        | Лучшая мужская роль второго плана         | Победа    |
| Премия Гильдии киноактёров США      | 2015 | «Бёрдмэн»                        | Лучшая мужская роль второго плана         | Номинация |
| Премия Гильдии киноактёров США      | 2015 | «Бёрдмэн»                        | Лучший актёрский состав                   | Победа    |
| Премия Гильдии киноактёров США      | 2015 | «Отель „Гранд Будапешт“»         | Лучший актёрский состав                   | Номинация |
| Премия Гильдии киноактёров США      | 2025 | «Боб Дилан: Никому не известный» | Лучшая мужская роль второго плана         | Номинация |
| Премия Гильдии киноактёров США      | 2025 | «Боб Дилан: Никому не известный» | Лучший актёрский состав                   | Номинация |